# Laphystia selenis
Laphystia selenis là một loài ruồi trong họ Asilidae. Laphystia selenis được Paramonov miêu tả năm 1930. Loài này phân bố ở vùng Cổ Bắc giới và châu Á.